# Centrolepis muscoides
Centrolepis muscoides là một loài thực vật có hoa trong họ Centrolepidaceae. Loài này được (Hook.f.) Hieron. mô tả khoa học đầu tiên năm 1873.